# Андриевский, Сергей Григорьевич
Сергей Григорьевич Андриевский (укр. Сергій Григорович Андрієвський; 23 сентября [5 октября] 1898, Купянск, Харьковская губерния — 9 октября 1978, Москва) — советский архитектор. Один из авторов проектов станций и вестибюлей первой очереди Московского метрополитена.

## Биография
Сергей Андриевский родился 23 сентября (5 октября) 1898 года года в Купянске (ныне Харьковская область Украины). В 1927 году окончил Московское высшее техническое училище. Работал архитектором 6-й проектной мастерской Моссовета (руководитель Н. Д. Колли). С 1943 года — старший научный сотрудник Академии архитектуры СССР.
В 1945—1956 годах работал на Украине. Руководитель сектора Академии архитектуры УССР с 1948 года. С 1956 года жил и работал в Москве.
По проектом Андриевского построено 35 зданий и сооружений. Он автор 150 проектов промышленных, общественных и жилых зданий.
Член Союза архитекторов СССР с 1934 года. Член правления Дома архитектора, Киевского отделения Союза архитекторов, Московской организации Союза архитекторов.
Умер в Москве 9 октября 1978 года.

## Основные работы
На Украине:
- Днепрогэс имени Ленина (1927—1932; в соавторстве)[2][1];
- генеральный план поселка № 6 в Запорожье (1932)[2][1];
- жилой дом и судостроительный техникум в Киеве (1955—1956)[2][1].

В Москве:
- Центральный стадион (1934);
- станция метро «Смоленская» (1935; оформление станции и наземного вестибюля; в соавторстве)[3]
- станция метро «Чистые пруды» (1935; в соавторстве)[5]
- станция метро «Парк культуры» (1935; северный вестибюль; в соавторстве)
- жилые дома (1957—1962).

В Нальчике
- Дом Советов (1937—1940; в соавторстве).

## Награды
- Почётная грамота ВЦИК[4]